# Tutufa bubo
Tutufa bubo là một loài ốc biển, là động vật thân mềm chân bụng sống ở biển trong họ Bursidae.

## Hình ảnh

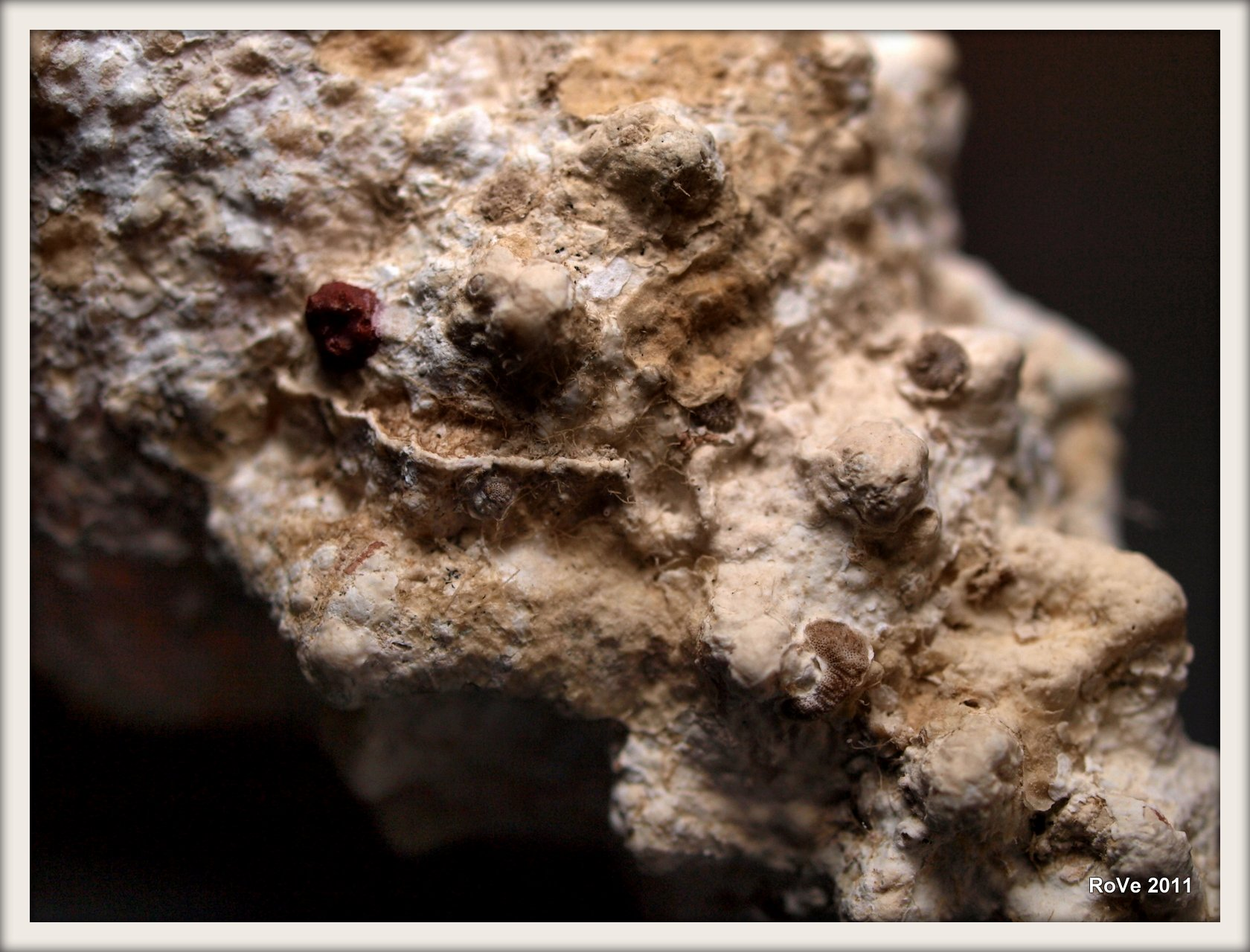
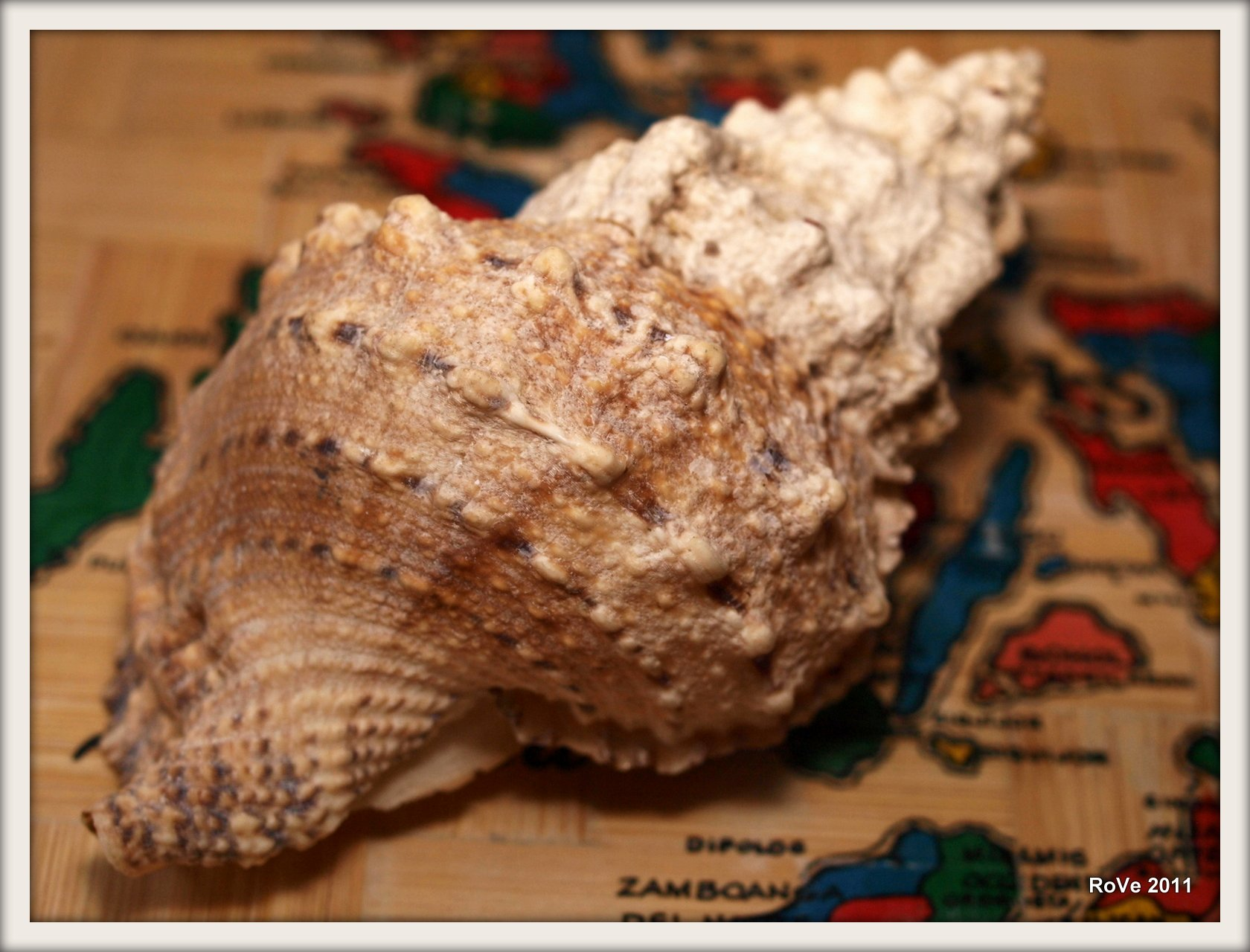
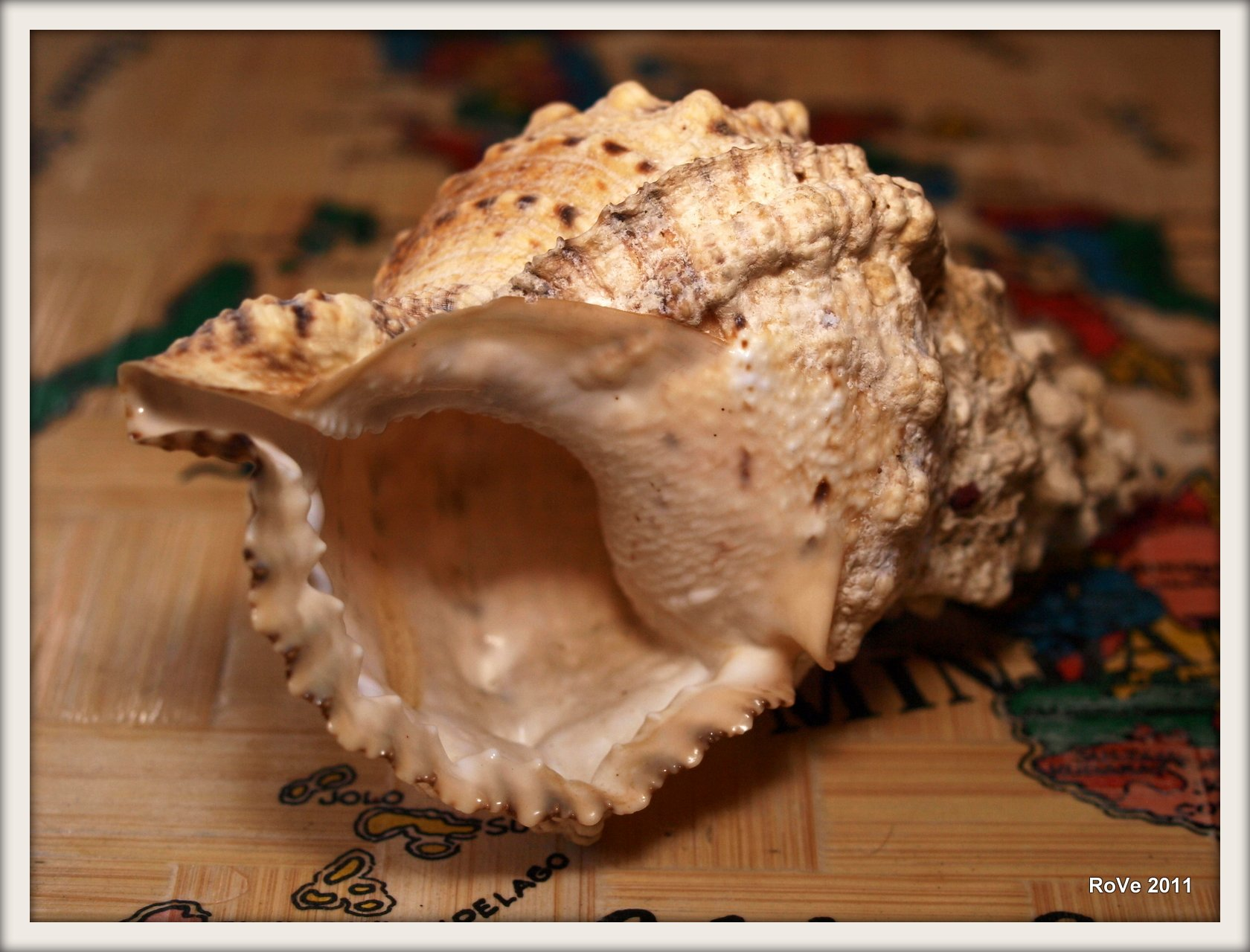
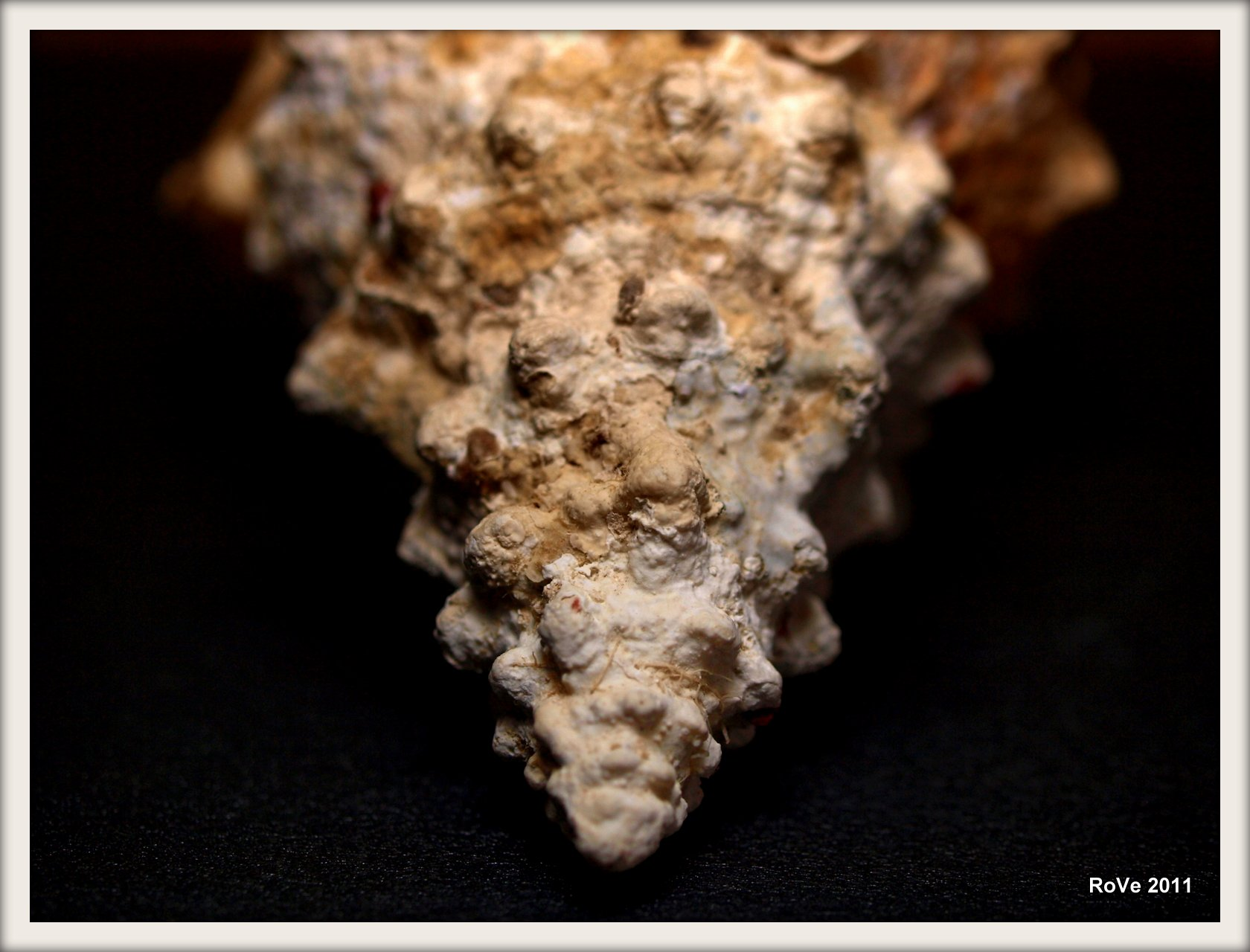